# Maud Simonet
Pour les articles homonymes, voir Simonet.
Maud Simonet, née en 1972, est une sociologue française. Ses travaux se concentrent sur les thèmes du travail invisible ou non-reconnus comme le bénévolat ou le volontariat, de l'engagement citoyen et de la notion de « workfare » dont elle est une spécialiste. Après lui avoir valu une médaille de bronze du CNRS en 2017, ses travaux attirent en février 2023, l'attention de la Croix-Rouge française.

## Biographie
Maud Simonet naît en 1972 et suit des études de sociologie jusqu'à l'agrégation de sciences sociales en 1996,. Elle soutient en 2000 une thèse de sociologie à l'université de Nantes sur le travail citoyen dans laquelle elle compare la pratique bénévole en France et aux États-Unis.
Elle est ensuite recrutée comme chargée de recherche au CNRS au sein du laboratoire Groupe d'analyse du social et de la sociabilité sur le thème « Travail, emploi, solidarité et protection sociale ». En 2008, elle rejoint l'université Paris-Nanterre. Elle soutient en 2017 son habilitation à diriger des recherches avec comme sujet « Les fondements politiques du travail gratuit, La face civique du néolibéralisme ». Son expertise sur les questions de travail est régulièrement sollicitée par les médias,.
Maud Simonet est membre du comité de rédaction de la revue Sociétés contemporaines, membre fondatrice de la revue Salariat et membre de l’Institut européen du salariat,.

## Travaux et impact social
Durant sa thèse elle compare les formes d'activités, et les frontières entre l’engagement citoyen et le travail gratuit entre la France et les États-Unis,,,,. Elle déploie son analyse à partir des approches féministes du travail domestique, mettant en lumière le lien entre gratuité et invisibilité,,,. Elle montre que la limite est fine car touchant aux questions de valeurs et de convictions,. Elle travaille sur la vision du travail, les minima sociaux et la frontière avec l'exploitation,,,,.
En février 2023, les sociologues Louise Bauman et Dan Ferrand-Bechman, travaillant pour le compte de la Croix-Rouge française établissent un catalogue des ouvrages et articles marquants qui traitent du bénévolat, lequel est un des moteurs de l'association. Dans le chapitre consacré à l'économie du bénévolat de ce guide bibliographique, ils présentent l'ouvrage Travail gratuit : la nouvelle exploitation ? comme l'un des dix ouvrages de référence qu'ils ont recensés.

## Publications

### Ouvrages
- L'Imposture du travail, 10/18, 2024, 96 p. (ISBN 2264081937, présentation en ligne)
- Silvia Federici, Maud Simonet, Morgane Merteuil et Morgane Kuehni (postface Charlene Calderaro), Travail gratuit et grèves féministes, Editions Entremonde, coll. « A6 », 2020 (ISBN 2940426627)
- Travail gratuit: la nouvelle exploitation?, Textuel, coll. « Petite encyclopédie critique », 2018 (ISBN 978-2-84597-681-8)
- De l'autre côté du miroir : comparaisons franco-américaines, Presses universitaires de Rennes, coll. « Univers anglophones », 2018 (ISBN 978-2-7535-7315-4)
- Maud Simonet et Matthieu Hely, Le travail associatif, 2013 (ISBN 2840161249)
- Delphine Naudier (dir.) et Maud Simonet (dir.), Des sociologues sans qualités ?, La Découverte, 2011 (ISBN 270716898X)
- Le travail bénévole: engagement citoyen ou travail gratuit?, La Dispute, coll. « Travail et salariat », 2010 (ISBN 978-2-84303-204-2)

### Articles
- « L’utilité sociale contre le travail. Leçons du travail gratuit et de ses luttes », Sociologie du travail, vol. 64, nos 1-2,‎ 2 mai 2022 (ISSN 0038-0296, DOI 10.4000/sdt.40913, lire en ligne, consulté le 14 mars 2024)
- « L’exploitation des bénévoles ? Des questions de l’enquête au questionnement des catégories », Sociologie, vol. 12, no 4,‎ 2021, p. 411–418 (ISSN 2108-8845, lire en ligne, consulté le 14 mars 2024)

## Distinction
- Bourse Fulbright ;
- Médaille de bronze du CNRS en 2017[25].

#### Recensions
- Anne Jourdain, « La peine sans le salaire », La Vie des idées, Collège de France,‎ 18 avril 2019 (lire en ligne, consulté le 3 août 2024)
- Sébastien Fleuriel, « Maud Simonet, Le travail bénévole. Engagement citoyen ou travail gratuit ? », Lectures,‎ 30 décembre 2010 (ISSN 2116-5289, DOI 10.4000/lectures.1229, lire en ligne, consulté le 3 août 2024).
- Audrey Molis, « Maud Simonet, Le travail bénévole. Engagement citoyen ou travail gratuit ? », La nouvelle revue du travail, no 2,‎ 30 mars 2013 (ISSN 2495-7593, DOI 10.4000/nrt.677, lire en ligne, consulté le 4 août 2024)
- (en) Marion Ernwein, « John Krinsky et Maud Simonet, Who Cleans the Park? Public Work and Urban Governance in New York City », Métropoles, no 24,‎ 22 juillet 2019 (ISSN 1957-7788, DOI 10.4000/metropoles.6880, lire en ligne, consulté le 3 août 2024)
- Jonathan Louli, « Silvia Federici, Maud Simonet, Morgane Merteuil, Morgane Kuehni, Travail gratuit et grèves féministes », Lectures,‎ 21 août 2021 (ISSN 2116-5289, DOI 10.4000/lectures.50719, lire en ligne, consulté le 3 août 2024)
- Lionel Prouteau, « Maud Simonet, Travail gratuit : la nouvelle exploitation ? », Travail et emploi,‎ 4 décembre 2020 (DOI 10.4000/travailemploi.9681, lire en ligne, consulté le 3 août 2024)
- Margaux Trarieux, « Matthieu Hély et Maud Simonet, Monde associatif et néolibéralisme », Lectures,‎ 29 mars 2024 (ISSN 2116-5289, DOI 10.4000/lectures.64337, lire en ligne, consulté le 3 août 2024)
- Sandrine Nicourd, « Review of Le travail bénévole. Engagement citoyen ou travail gratuit ? », Revue française de sociologie, vol. 55, no 3,‎ 2014, p. 604–606 (ISSN 0035-2969, lire en ligne, consulté le 3 août 2024)
- Dan Ferrand-Bechman et Louise Baumann, Les Papiers de la Fondation, vol. 1 : Regard sur la littérature n° 1, Paris, RC3 et Fondation Croix-Rouge française, février 2023, 77 p. (lire en ligne), p. 59-60.

#### Interviews
- Ballast, « Ballast • Travail gratuit ou exploitation ? — rencontre avec Maud Simonet », sur BALLAST, 25 février 2019 (consulté le 3 août 2024).